# Union des sociaux-démocrates (Burkina Faso)
L' Union des sociaux-démocrates (USD) est un parti politique au Burkina Faso.

## Histoire
L'USD est créé en novembre 1990 par Alain Bédouma Yoda  et reconnu le 4 avril 1991.
Le parti remporte un seul siège aux élections législatives de 1992. Le 6 février 1996, il fait une fusion avec le nouveau Congrès pour la démocratie et le progrès.